# Emily Dickinson
Emily Elizabeth Dickinson, ameriška pesnica, * 10. december 1830, Amherst, Massachusetts, Združene države Amerike, † 15. maj 1886, Amherst.
Velja za eno najpomembnejših predstavnic ameriške književnosti.

## Življenjepis
Rodila se je v ugledni in v lokalnem okolju dobro znani družini. V mladosti je sedem let študirala na Akademiji v Amherstu, nato pa za kratek čas na dekliškem semenišču Mount Holyoke, preden se je vrnila domov. Večino življenja je preživela v osami. Sokrajani so jo imeli za ekscentrično, znana je bila po ljubezni do belih oblačil in izogibanju gostov, ki so prihajali v hišo, kasneje pa tudi po tem, da je večino časa preživela zaprta v svoji spalnici. Nikoli se ni poročila in večino prijateljstev je vzdrževala preko pisem. Po mnenju sodobnih psihologov naj bi med drugim trpela za epilepsijo in agorafobijo, ki takrat še nista bili prepoznani.
V zasebnosti je bila plodovita pesnica, a je manj kot ducat njenih skoraj 1800 pesmi doživelo objavo za časa njenega življenja. Tiste, ki so bile objavljene, so založniki močno spremenili, da so ustrezale normam za poezijo tistega časa. V izvirniku se njena poezija precej razlikuje od poezije njenih sodobnikov: vrstice so kratke, običajno nimajo naslovov in pogosto vsebujejo šepaste rime, kot tudi nenavadno uporabo velikih začetnic in ločil. Številne pesmi govorijo o smrti in nesmrtnosti, ki sta bili tudi stalni temi njenih pisem.
Njeni znanci so bili verjetno seznanjeni z njenim pisanjem, a je obseg njene ustvarjalnosti postal znan v javnosti šele po njeni smrti leta 1886, ko je njena mlajša sestra Lavinia našla zapiske. Prvo pesniško zbirko Emily Dickinson sta leta 1890 izdala njena znanca Thomas Wentworth Higginson in Mabel Loomis Todd, ki sta prav tako močno spremenila vsebino. Prvo celovito in večjidel nespremenjeno zbirko njenih pesmi je šele leta 1955 izdal Thomas H. Johnson pod naslovom The Poems of Emily Dickinson. V slovenščino je preveden le manjši del, saj so za prevajanje zelo težavne.